# 蒉姓
蒉姓是中文姓氏之一。蒉，音kuì。蒉姓主要分布于浙江省海盐县境内。
《古今姓氏書辯證·卷三十一》载“蕢音快”。

## 人物
- 蒉延芳（1883年－1957年），近代民族资本家。

## 延伸阅读
[在维基数据编辑]
 《欽定古今圖書集成·明倫彙編·氏族典·蕢姓部》，出自陈梦雷《古今圖書集成》